# 阶梯圣母堂

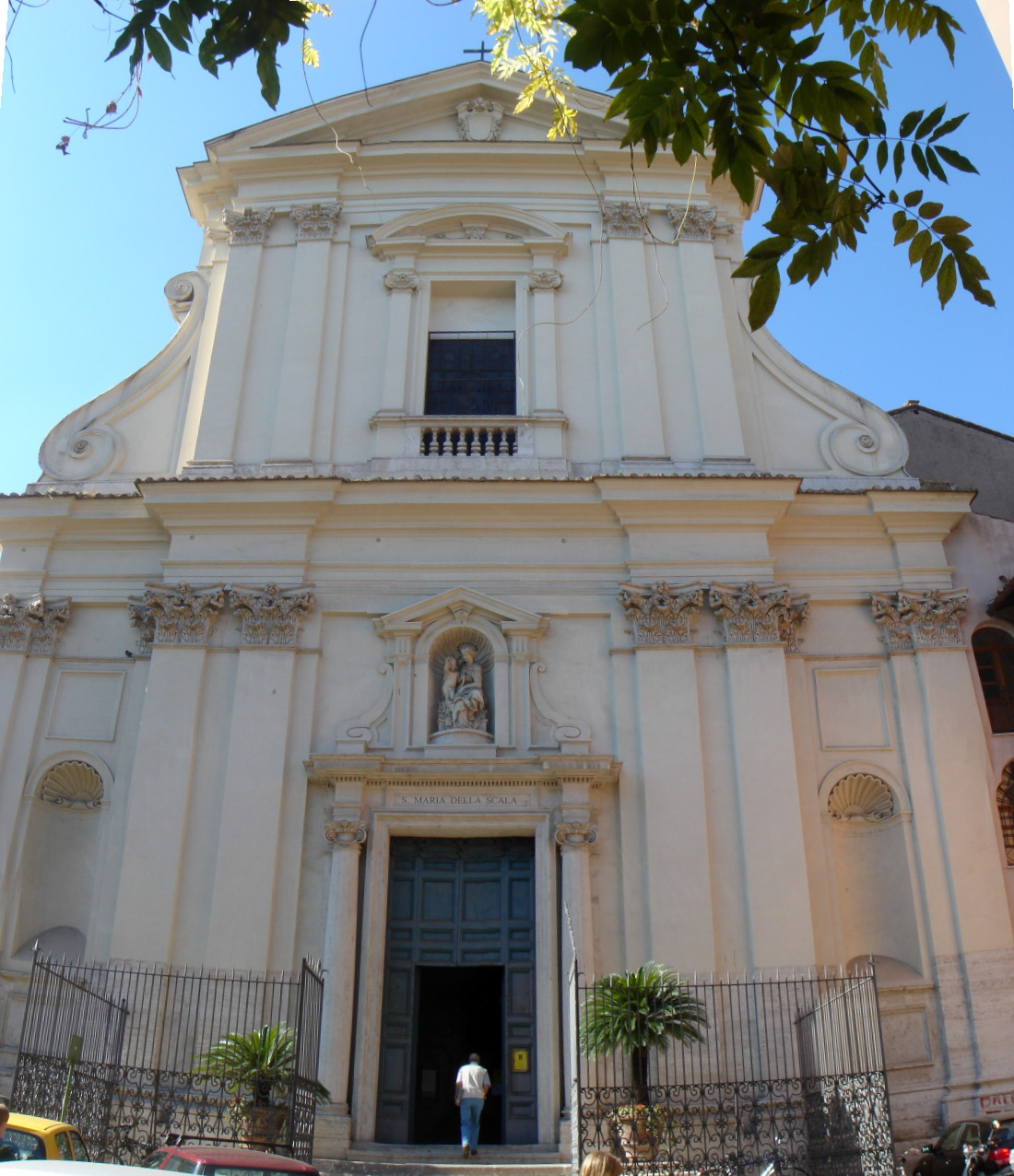
阶梯圣母堂

阶梯圣母堂（義大利語：Santa Maria della Scala）是罗马的一座執事級樞機领衔聖堂 ，位于外台伯河区。
这座聖堂建于1593–1610年，北耳堂敬禮神奇的圣母像，和十字若望的巴洛克雕像。而南耳堂保存有亚维拉的德兰的一只脚。传统认为，一位母亲向圣母像祈祷，治好她畸形的孩子。毗邻的修道院以17世纪教宗药房（其家具和设备仍保留）著称。1650年，建筑完成后将近50年，卡洛·萊納爾迪为这座聖堂设计了坦比哀多礼拜堂形baldachino，有16根苗条的碧玉科林斯柱和祭台。
1849年，在罗马共和国抵抗法国军队入侵的最后阶段，阶梯圣母堂作为医院使用，在特拉斯提弗列战斗中受伤的加里波第的士兵，在此接受治疗。

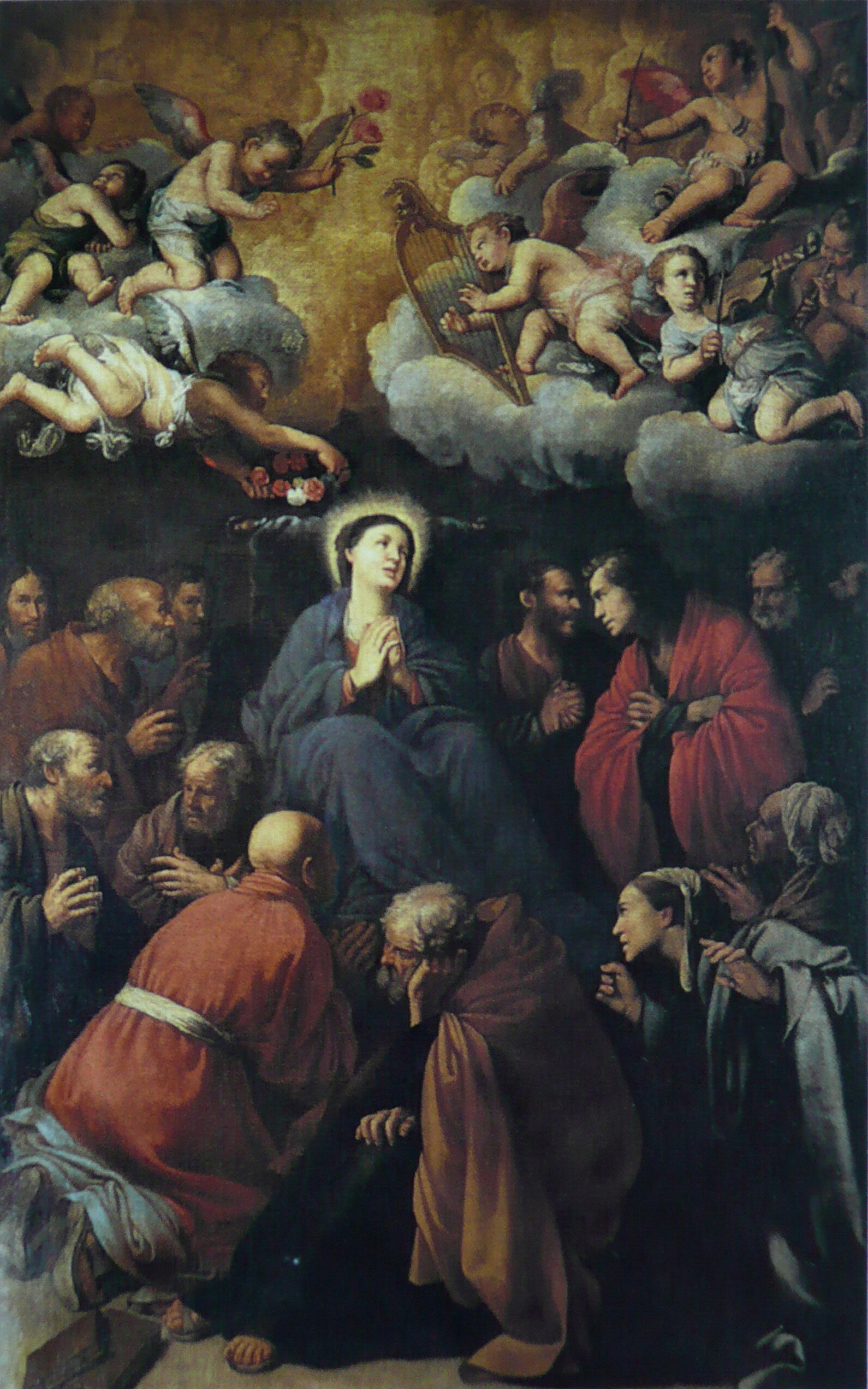
《圣母之死》，卡罗·沙拉契尼

这座聖堂还拥有荷兰画家赫拉德·范洪特霍斯特的《圣若望洗者被斩首》，以及卡洛·萨拉切尼的画作《圣母之死》。后者取代了卡拉瓦乔引起争议的《圣母之死》版本。有谣言称卡拉瓦乔曾使用一名妓女作为圣母的模特。此外，对于圣母之死现在仍然保持争议（见圣母安息节和圣母升天条目）；因此，当时和现在使用这个聖堂的加尔默罗会，怀疑卡拉瓦乔的版本缺乏礼貌，也许到了异端的边缘。